# 上水救護站

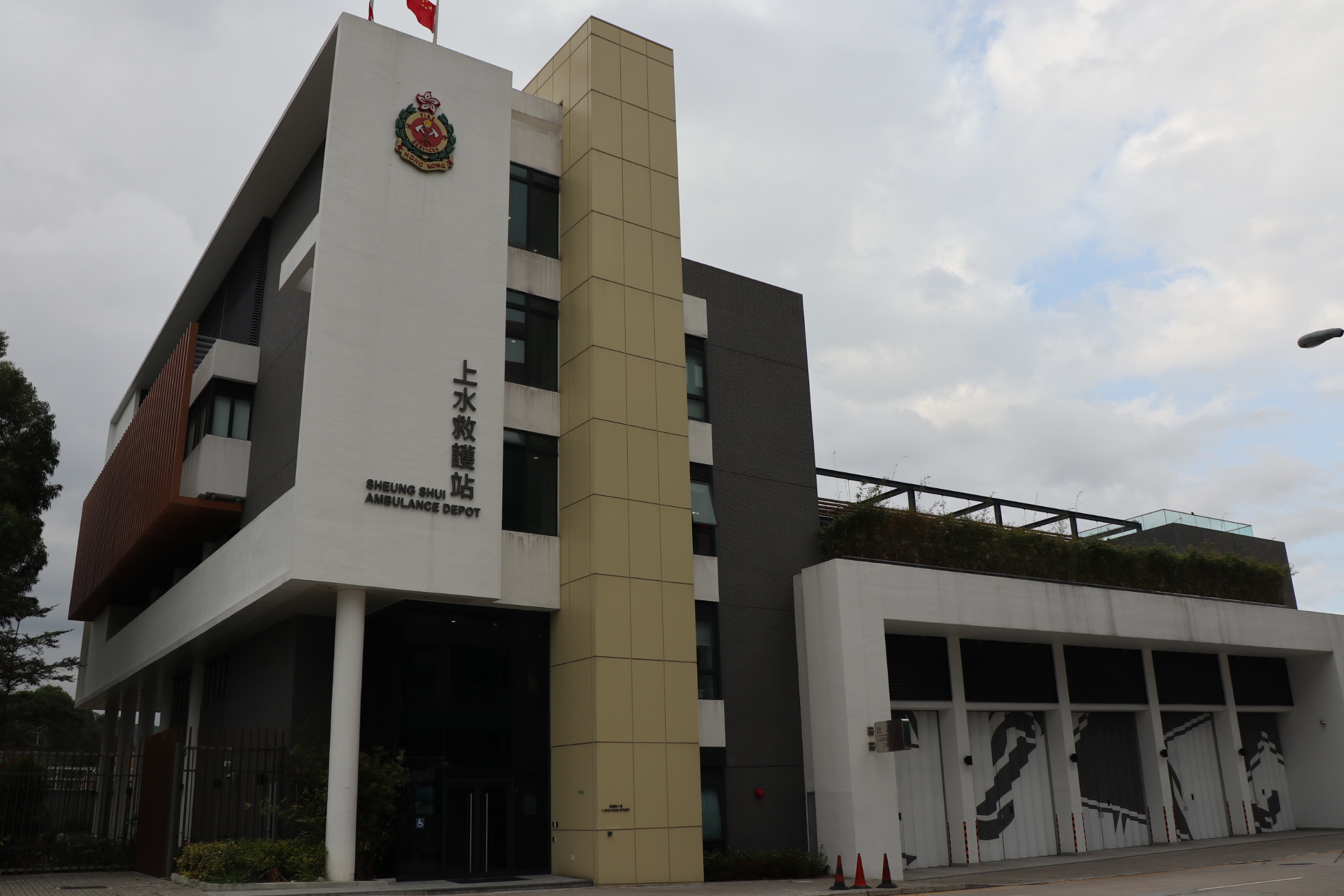
上水救護站

上水救護站（英語：Sheung Shui Ambulance Depot）是香港消防處救護總區一座救護站，位於新界上水彩順街1號，興建為配合北區的未來發展及區內人口增長，工程於2013年動工，並於2015年首季竣工，2015年4月6日投入服務，整個工程耗資1至2億港元。

## 沿革
上水區一直沒有救護站，區內救護服務由粉嶺救護站、附設於上水消防局的救護外局、落馬洲救護崗、古洞臨時救護崗及打鼓嶺臨時救護崗提供。救護總區於1990年代已經向消防處表示需要於上水設置救護站，惟消防處一直未有加以理會，以沒有額外資源或用地為由，拒絕興建計劃。時至2010年代，雙非孕婦衝閘闖關分娩的情況惡化下，消防處才籌備興建及設計建築物，結果工程延至2013年才動工，於2015年首季才能竣工。

## 建築
上水救護站樓高5層，有一座可以容納5個停車間的車房、辦事處及當值室等設施。

## 環境保護
上水救護站的建築設計有加入環境保護元素，包括外牆採用節約能源的玻璃及遮擋太陽系統，以鋼材作圍板支撐，減少使用木材，並且使用移動及日光感應調節照明系統，供水設備備用雨水收集循環再用系統，同時配合園景綠化。